# Siła rozumu
Siła rozumu (wł. La forza della ragione) – druga książka Oriany Fallaci, w której autorka wysuwa twierdzenia o postępującej agresji islamu na świecie i islamizacji Europy. Ukazała się w 2004 nakładem wydawnictwa Rizzoli International; przekład polski Joanny Wajs w 2004 nakładem wydawnictwa Cyklady.
Książka zyskała odzew na całym świecie, zwłaszcza w krajach islamskich. Wiele organizacji, głównie muzułmańskich i lewicowych, protestowało przeciwko zawartym w niej poglądom. Adel Smith, lider muzułmański we Włoszech, za zawarte w niej treści podał Orianę Fallaci do sądu.
Autorka twierdzi, że Europa – podobnie jak niegdyś Troja – jest "w płomieniach", oblegana przez muzułmanów, powoli stając się "Eurabią". Uważa, że pokojowe współistnienie z – jak to określa – islamo-faszyzmem jest niemożliwe.
Nakład i sprzedaż książki były bardzo wysokie. Niektórzy żądali zakazu jej sprzedaży, uznając zawarte w niej treści za podżeganie do nienawiści.